# اندیجان (روستا)
اندیجان (به ازبکی: Andijan) یک منطقهٔ مسکونی در ازبکستان است که در شهرستان بلاغ‌باشی واقع شده‌است. اندیجان ۱۰٬۲۰۰ نفر جمعیت دارد.